# Ranghinatore
Il ranghinatore, detto anche rastrello a scarico laterale continuo, è una macchina agricola polivalente impiegata principalmente per l'esecuzione dei lavori di fienagione che si collocano tra lo sfalcio e la raccolta (spandimento, rivoltamento, ranghinatura). Secondariamente è talvolta impiegato anche per altri lavori agricoli, come ad esempio la raccolta in andane dei residui di varie coltivazioni erbacee (es. paglia, stocchi di mais) o dei residui di potatura.
Questa macchina rientra nella categoria dei rastrelli meccanici e, più in generale, in quella delle macchine per la raccolta dei foraggi.

## Comparazione fra rastrelli a scarico continuo e intermittente
A differenza dei rastrelli a scarico intermittente, i ranghinatori propriamente detti sono macchine provviste di pettini che, in virtù del movimento continuo, trasversale rispetto alla direzione di avanzamento, spostano la massa del foraggio lateralmente formando un cumulo longitudinale (andana) la cui regolarità dipende essenzialmente dall'uniformità della massa sparsa.
I ranghinatori, peraltro, sono dotati di organi lavoranti regolabili che ne permettono l'impiego polivalente anche come spandifieno. I ranghinatori possono perciò essere usati anche per rivoltare il fieno sparso e per lo spandimento di cumuli e andane, quando sono richieste queste operazioni.
Per la loro versatilità come macchine polivalenti e per la migliore qualità del lavoro, i ranghinatori hanno pressoché sostituito i rastrelli a scarico intermittente fin dagli inizi del XX secolo.

## Tipologie di ranghinatori
In generale, i ranghinatori sono macchine a trazione animale o, più frequentemente, a trazione meccanica. Queste ultime hanno un telaio portato, semiportato o trainato, provvisto di organi di regolazione e, nella maggior parte dei tipi, di organi di trasmissione.
Gli organi di regolazione hanno la funzione di modificare l'orientamento dell'impianto degli organi lavoranti rispetto alla direzione di avanzamento. Questa regolazione ha lo scopo di utilizzare il ranghinatore come macchina polivalente:
- per lo spandimento del foraggio già raccolto in cumuli o in andane (spandimento);
- per il rivoltamento di foraggio sparso sulla superficie (rivoltamento);
- per la raccolta del foraggio in andane o per il rivoltamento di andane già formate (ranghinatura).

La trasmissione è richiesta per l'eventuale movimento attivo degli organi lavoranti. Il moto è generalmente trasmesso dalla presa di potenza della trattrice. Nelle tipologie a trazione animale, il moto è invece trasmesso dalle ruote portanti.
In funzione delle caratteristiche degli organi lavoranti e della modalità di lavoro, esistono vari modelli di ranghinatori, riconducibili ai seguenti tipi:
- ranghinatore a ruote folli o a stella o a ragno;
- ranghinatore a pettine;
- ranghinatore rotativo o a trottola;
- ranghinatore a nastro o a catena senza fine o a rastrelli;

### Ranghinatore a stella
È la tipologia più semplice. È costituito da un telaio trainato o semiportato, semplice o doppio, poggiante su ruote gommate, sul quale sono montate più ruote folli, con assi orizzontali e piani di rotazione verticali e paralleli.
Ogni ruota, detta comunemente stella, è costituita da una serie di denti flessibili in tondino d'acciaio disposti a raggiera, Questa macchina è del tutto priva di organi di trasmissione: le stelle, infatti, ruotano per effetto della reazione opposta dalla superficie del terreno con l'avanzamento della trattrice. Il piano di rotazione delle stelle è obliquo rispetto alla direzione di avanzamento, perciò, con la rotazione, i denti flessibili sollevano il foraggio e lo spostano lateralmente.
Rispetto alle altre tipologie, il ranghinatore a stella ha un costo contenuto ed è di semplice manutenzione, ma è poco adatto ad essere impiegato come spandifieno.
Una variante meno diffusa del ranghinatore a stella ha le ruote composte da dischi dentati. Anche in questo caso il movimento delle ruote è impresso dalla reazione opposta dal terreno.
|                                                                             |                                                  |                                                       |
| Ranghinatore a stella a telaio doppio ripiegato per il trasporto su strada. | La stessa macchina nel corso della ranghinatura. | Variante del ranghinatore a stella con ruote a disco. |

### Ranghinatore a pettine
È costituito da un telaio trainato o semiportato, poggiante su ruote gommate, sul quale è montato un aspo ruotante su un asse orizzontale, disposto trasversalmente rispetto alla direzione di avanzamento. L'aspo è composto da tre o più pettini paralleli. Ogni pettine si compone di un tubo metallico sul quale è montata una serie di denti flessibili, in tondino d'acciaio, paralleli e diretti verticalmente.
La rotazione dell'aspo è attiva perché trasmessa dalla presa di potenza della trattrice e avviene in senso opposto a quello della rotazione delle ruote gommate. Con la rotazione, i pettini agiscono in sequenza continua spingendo la massa di foraggio verso la direzione di avanzamento. La regolazione dell'asse di rotazione rispetto alla direzione di avanzamento determina il tipo di lavoro: la macchina funziona come spandifieno o voltafieno se l'asse è normale alla direzione di avanzamento, come ranghinatore se è obliquo. In quest'ultimo caso, la massa di foraggio viene rivoltata e scaricata lateralmente con formazione dell'andana.
|                                                       |                                                        |                                                         |
| Ranghinatore a pettine a trazione animale in funzione | Aspo di un ranghinatore a pettine a trazione meccanica | Ranghinatore a pettine a trazione meccanica in funzione |

### Ranghinatore rotativo
In questo tipo rientrano vari modelli di ranghinatori il cui organi lavoranti sono portati da tamburi ruotanti su assi verticali, caratteristica da cui deriva la denominazione alternativa di ranghinatore a trottola. La macchina, del tipo trainato o portato, si compone di un telaio provvisto di ruote portanti gommate e di uno o più tamburi. Ogni tamburo è composto da più bracci a raggiera alla cui estremità sono inseriti gli organi lavoranti veri e propri, in genere formati, ciascuno da pettini a denti flessibili in tondino d'acciaio.
La rotazione dei tamburi è attiva ed è trasmessa dalla presa di potenza della trattrice. Durante la rotazione, l'inclinazione verticale dei pettini varia ciclicamente in modo da raccogliere il foraggio e spingerlo lateralmente. L'inversione del senso di rotazione permette l'impiego della macchina come spandifieno.
La macchina è inoltre provvista degli organi di trasmissione e di regolazione e di organi accessori come carter o gabbie posteriori in tondino d'acciaio che hanno lo scopo di facilitare la formazione dell'andana.
I ranghinatori rotativi sono macchine dotate di grande capacità di lavoro, in grado di eseguire efficacemente sia l'andanatura sia lo spandimento.
|                                         |                                                                       |                                                  |
| Ranghinatore rotativo a tamburo singolo | Ranghinatore rotativo con telaio ripiegato per il trasporto su strada | Ranghinatore rotativo a tamburo doppio al lavoro |